# Alma (Bibliothekssoftware)
Alma ist ein cloudbasiertes Bibliotheksmanagementsystem der Ex Libris Group. Es wird in Bibliotheken von Hochschulen und Forschungseinrichtungen eingesetzt.

## Technisches
Alma vereint die Funktionen klassischer integrierter Bibliothekssysteme mit den Funktionen von Electronic Resource Management Systemen (ERMS). Durch verschiedene Module erlaubt Alma somit die Verwaltung bibliothekarischer Vorgänge. Dazu zählen die Bearbeitung von Bestellungen, die Katalogisierung, die Ausleihe und Rückgabe von gedruckten und digitalen Medien, die digitale Rechteverwaltung und Linkauflösung, die Fernleihe sowie die Verwaltung von Mahngebühren. Über Schnittstellen kann Alma zudem an die spezifischen Anforderungen einer Bibliothek angepasst werden.
Alma wird als Software as a Service (SaaS) angeboten und ist mandantenfähig. Server-, Datenbank und Softwareupdates werden von ExLibris übernommen. Die Konfiguration der Software sowie die Dateneingabe erfolgen über einen Webbrowser. Benutzerdaten werden in Alma möglichst nicht selbst erhoben, sondern aus einem externen System importiert. Als datenverarbeitende Stelle ist die jeweilige Bibliothek verantwortlich für die Einhaltung des Datenschutzes. Das Rechenzentrum für europäische Kunden, auf dem die Daten gespeichert werden, befindet sich in Amsterdam.
Über das Tool Alma Analytics können Auswertungen und Statistiken erstellt werden. Auch die Nutzungsauswertung elektronischer Medien auf Basis von COUNTER-Berichten ist direkt in Alma möglich.

## Geschichte
Alma wurde ab 2009 von ExLibris in Kooperation mit vier Entwicklungspartnern als Nachfolgesystem der beiden integrierten ExLibris Bibliothekssysteme Aleph und Voyager entwickelt. Ab 2011 gab es ein Early Adopter Programm. Ab 2012 war Alma auf dem Markt und wurde zuerst von der Bibliothek des Boston College produktiv eingesetzt. In Deutschland wurde Alma erstmals im Januar 2015 an einer Hochschulbibliothek eingesetzt. Seitdem folgten zahlreiche Bibliotheken im gesamten DACH-Raum. Weltweit wird Alma an über 2000 Bibliotheken eingesetzt.

## Sonstiges
Aufgrund einer Anfrage nach dem Informationsfreiheitsgesetz wurden im Jahr 2022 die Verträge von UdK Berlin und TU Berlin mit Ex Libris auf der Webseite von FragDenStaat veröffentlicht.
Alma vereint die Verwaltung von gedruckten, elektronischen und digitalen Materialien.  Durch die Vereinheitlichung von Prozessen passt Alma die internen Arbeitsabläufe von verschiedenen Bibliotheken aneinander an. Das System stellt Analysetools zur Verfügung und ermöglicht gemeinsame Katalogisierungs- und Erwerbungsabläufe.